# ブロックビル駅
ブロックビル駅（英語：Brockville train station）はカナダオンタリオ州ブロックビル パース・ストリート141にある駅。カナダ各地を結ぶVIA鉄道が乗り入れている。

## 概要
当駅は有人駅であり、車いすでの利用が可能。

## 利用可能な鉄道路線／列車
VIA鉄道の停車する列車は下記の通り。
トロントとオタワ間の昼行中距離列車コリドー号 …トロント方面 5本/日、オタワ方面 5本/日 停車（平日）
アルダーショット / トロントとモントリオール間の昼行長距離列車コリドー号 …トロント方面 3本/日、モントリオール方面 2本/日 停車（平日）

## バス
当駅から乗車できるバスは以下の通り。
路線バス ブロックビル・トランジット (Brockville Transit) 